# Phlegra etosha
Phlegra etosha là một loài nhện trong họ Salticidae.
Loài này thuộc chi Phlegra. Phlegra etosha được Dmitri Viktorovich Logunov & Azarkina miêu tả năm 2006.